# Ignác Jan Lhotský
 Ignác Jan Lhotský (ur. 17 czerwca 1794 w Litultovicach, zm. 2 maja 1883 w Hradcu Králové) – czeski nauczyciel, działacz samorządowy i w latach 1851-1864 burmistrz Hradca Králové.

## Życiorys
Urodził się 17 czerwca 1794 w Litultovicach, wsi położonej na południowy zachód od Opawy. Jego ojciec Andreas Lhotský był dworskim ogrodnikiem.
Młody Ignacy zakotwił bezpośrednio po studiach w Hradcu Králové. Dworskim dekretem z 18 stycznia 1819 r. został mianowany profesorem nadzwyczajnym ekonomii i gospodarki polowej w Seminarium Duchownym w Hradcu Králové. 15 sierpnia 1821 r. ożenił się z Anną Kohoutovą, córką hradeckiego mieszczanina i właściciela nieruchomości i dzięki temu nabył znacznego bogactwa, np. domy nr 39-40 na Placu Wielkim. Prawo obywatelskie otrzymał dopiero 28 stycznia 1828.
Był członkiem C. K. Towarzystwa Patriotyczno-Gospodarczego w Królestwie Czeskim w Pradze i 20 kwietnia 1829 r. został wybrany członkiem korespondentem tego towarzystwa. Dla tej spółki prowadził codziennie systematyczne zapisy meteorologiczne o pogodzie w Hradcu Králové. W dodatku opracował w 1834 r. fachową ekspertyzę dotyczącą pierwszeństwa kuzynów Veverków, wynalazców pługu. Pracował również w miejscowym Towarzystwie Gimnastyczno-Pożarniczym Sokół, w Jednocie Rzemieślniczo-Czytelniczej, w amatorskim ruchu teatralnym oraz w Klubie Szachowym. Jego praca dla społeczeństwa była doceniana poprzez różne dyplomy uznania oraz wyróżnienia, np. w 1858 r. otrzymał dyplom Komitetu Centralnego dla Statystyki Rolniczej oraz Leśniczej w Czechach w Pradze i w 1877 r. został członkiem Czeskiego Stowarzyszenia Leśniczego w Pradze.
28 maja 1851 r. został wybrany na pierwszego burmistrza miasta, wybranego w wyborach. W swojej funkcji zdobył taki szacunek i popularność, że został ponownie wybrany na ten urząd 16 marca 1861 r. Ze względu na problemy zdrowotne w 1864 r. już nie ubiegał się o ponowny wybór na to stanowisko, ale w Seminarium Duchownym uczył aż do 1870 r. Zmarł 2 maja 1883 w Hradcu Králové.

## Rodzina
Był ojcem kilkorga dzieci, z których przeżyli go tylko córka Marie (zm. 1896) oraz synowie: JUDr. Moric Lhotský (zm. 1883) i najstarszy Hynek Lhotský, właściciel nieruchomości oraz późniejszy burmistrz miasta.